# Prigórnoie
Prigórnoie - Пригорное (rus) - és un poble del krai de Krasnodar, a Rússia. Es troba als vessants septentrionals del Caucas occidental, a la vora dreta del riu Pxekha, a 28 km al sud d'Apxeronsk i a 108 km al sud-est de Krasnodar, la capital.
Pertany al municipi de Txernígovskoie.